# Idioses littleri
Idioses littleri är en fjärilsart som beskrevs av Turner 1926. Idioses littleri ingår i släktet Idioses och familjen träfjärilar. Inga underarter finns listade i Catalogue of Life.